# Mundeu
Mundeu is een kevergeslacht uit de familie van de boktorren (Cerambycidae). De wetenschappelijke naam van het geslacht werd voor het eerst geldig gepubliceerd in 2008 door Martins & Galileo.

## Soorten
Mundeu is monotypisch en omvat slechts de volgende soort:
- Mundeu maculicollis (Bates, 1861)